# Hualinsi (köpinghuvudort i Kina, Hubei Sheng, lat 31,00, long 111,61)
Hualinsi (kinesiska: Hualinsi Zhen, 花林寺镇) är en köpinghuvudort i Kina. Den ligger i provinsen Hubei, i den centrala delen av landet, omkring 260 kilometer väster om provinshuvudstaden Wuhan. Antalet invånare är 14 402. Befolkningen består av 6 928 kvinnor och 7 474 män. Barn under 15 år utgör 9,0 %, vuxna 15-64 år 77 %, och äldre över 65 år 12,0 %.
Runt Hualinsi är det ganska tätbefolkat, med 248 invånare per kvadratkilometer. Närmaste större samhälle är Maopingchang, 16,6 km norr om Hualinsi. I omgivningarna runt Hualinsi växer i huvudsak blandskog.
Genomsnittlig årsnederbörd är 1 199 millimeter. Den regnigaste månaden är augusti, med i genomsnitt 174 mm nederbörd, och den torraste är december, med 14 mm nederbörd.